# 芬斯多夫
芬斯多夫是德国莱茵兰-普法尔茨州的一个市镇。总面积2.17平方公里，总人口404人，其中男性207人，女性197人（2011年12月31日），人口密度186人/平方公里。